# Edmund Clerihew Bentley
Edmund Clerihew Bentley (10 de juliol de 1875 - 30 de març de 1956), que va publicar generalment amb els noms de EC Bentley o E. Clerihew Bentley, va ser un popular novel·lista i humorista anglès i inventor del clerihew, una forma irregular de versos divertits sobre temes biogràfics. .

## Biografia
Bentley va néixer a Londres i va estudiar a la St Paul's School i al Merton College, Oxford. El seu pare, John Edmund Bentley, era funcionari professional, però també era un sindicat internacional de rugbi que havia jugat el primer partit internacional contra Anglaterra contra Escòcia el 1871. Bentley va treballar com a periodista en uns quants diaris, inclòs el Daily Telegraph .data2014 També va treballar per al setmanari imperialista anomenat The Outlook durant la direcció de James Louis Garvin. La seva primera col·lecció de poesia publicada, titulada Biografia per a principiants (1905), popularitzar la forma clerihew; el van seguir dues altres col·leccions, More Biography (1929) i Baseless Biography (1939). La seva novel·la policíaca Trent's Last Case (1913) va ser molt elogiada, ja que comptava amb Dorothy L. Sayers entre els seus admiradors, i amb la seva laberíntica i mistificadora trama es pot veure com el primer misteri realment modern. Es va adaptar com a pel·lícula el 1920, el 1929 i el 1952. L'èxit de l'obra el va inspirar, després de 23 anys, a escriure una seqüela, Trent's Own Case (1936). També hi havia un llibre de contes de Trent, Trent Intervé (1938).
Des del 1936 fins al 1949 Bentley va ser president del club de detecció. Va contribuir a dues històries de crims per a les sèries de ràdio del club emeses el 1930 i el 1931, que es van publicar el 1983 com The Scoop i Behind The Screen. El 1950 va contribuir a la introducció d'una edició òmnibus de Constable & Co de les "històries dels bandits de Broadway" de Damon Runyon , que va ser reeditada per Penguin Books el 1990 com a On Broadway .
Va morir el 1956 a Londres als 80 anys. El seu fill Nicolas Bentley era il·lustrador.
Els enregistraments fonogràfics de la seva obra "Recordings for the Blind" són escoltats a la pel·lícula Places in the Heart, del personatge Mr. Will.
GK Chesterton va dedicar la seva popular novel·la policíaca sobre terrorisme anarquista, The Man Who Was Thursday, a Edmund Clerihew Bentley, un amic de l'escola.
Tot i que és més conegut pels seus clerics de ficció policíaca, Bentley també va escriure almenys un relat curt de ciència-ficció. Es tracta de la recentment redescoberta "Flying Visit", publicada al [London] Evening Standard el 31 de març de 1953.

### Ficció curta
- "El capità inofensiu". The Strand Magazine, març de 1914. Recollit a Trent Intervenes (1938)
- "La cacatua intel·ligent". The Strand Magazine, juliol de 1914. Recollit a Trent Intervenes (1938)
- "Els passadors de pèl ordinaris". The Strand Magazine, octubre de 1916. Recollit a Trent Intervenes (1938)
- "El tret dolç". The Strand Magazine, març de 1937. Recollit a Trent Intervenes (1938)
- "L'Apatxe a l'antiga". The Strand Magazine, maig de 1937. Recollit a Trent Intervenes (1938)
- "Trent i l'advocat que desapareix". The Strand Magazine, agost de 1937. Recollit a Trent Intervenes (1938) com a "L'advocat que desapareix"
- "Trent i el mal gos". The Strand Magazine, setembre de 1937. Recollit a Trent Intervenes (1938)
- "Trent i el genuí Tabard". The Strand Magazine, gener de 1938. Recollit a Trent Intervenes (1938) com a "El genuí Tabard"
- "Trent i el parell desconegut". The Strand Magazine, febrer de 1938. Recollit a Trent Intervenes (1938) com a "El parell desconegut"
- "Trent i l'Àngel Ministre". The Strand Magazine, novembre de 1938. Recopilat a Trent Intervenes (edició del HarperCollins Detective Story Club, 2017) com a "L'Àngel Ministre"
- "El benefactor públic". Publicació de revista desconeguda. Recollit a Trent Intervenes (1938)
- "El petit misteri". Publicació de revista desconeguda. Recollit a Trent Intervenes (1938)
- "L'aixecament a prova de ximple". Publicació de revista desconeguda. Recollit a Trent Intervenes (1938) com a "Trent and the Fool-Proof Lift"
- "Visita voladora". London Evening Standard, 31 de març de 1953

### No ficció
- "Dues màquines i una festa". Daily News [Londres], 7 de novembre de 1905
- "Hearst per al governador". Daily News [Londres], 21 d'octubre de 1906
- "Naas". (Londres) Daily News [Londres], 6 de novembre de 1906
- "GK". The Listener, 17 de juny de 1936
- "Hitler torna a demostrar la seva marca de traïció per a mascotes". Ballymena Weekly Telegraph, 20 d'abril de 1940
- "Aquestes coses es mantenen del públic alemany". Daily Telegraph, data desconeguda. Reeditat: Belfast Telegraph, 4 de juny de 1940
- "Pròxim president dels EUA". Daily Telegraph, data desconeguda. Reeditat: Belfast Telegraph, 27 de juny de 1940
- "La mentida com a arma de guerra". Daily Telegraph, data desconeguda. Reeditat: Belfast Telegraph, 31 de juliol de 1940
- "Estic content que vaig néixer quan era". The Listener, 29 d'agost de 1940
- "Propaganda nazi a l'última guerra". Daily Telegraph, data desconeguda. Reeditat: Belfast Telegraph, 7 de setembre de 1940
- "Nois i noies d'ahir i d'avui". The Listener, 12 de desembre de 1940
- "L'època interessant". The Listener, 16 de desembre de 1943

### Ressenyes de llibres
- "El costat d'Arabi". Daily News [Londres], 10 de juny de 1907
- "Els serjants del rei". Daily News [Londres], 21 de juny de 1911